# Jean-Louis Six
Jean-Louis Six (11 maart 1955) is een Belgisch voormalig diplomaat.

## Levensloop
Jean-Louis Six studeerde rechten aan de Université libre de Bruxelles en het Trinity College van de Universiteit van Cambridge in het Verenigd Koninkrijk.
Hij werkte bij het ministerie van Buitenlandse Zaken en was achtereenvolgens tweede secretaris van de permanente vertegenwoordiging bij de Verenigde Naties in Genève (1987), kabinetschef van staatssecretaris van Europa 1992 Anne-Marie Lizin (PS) (1988-1989), economisch adviseur op de ambassade in Parijs (1990-1992), plaatsvervangend kabinetschef van minister van Buitenlandse Zaken Willy Claes (SP) (1992), economisch adviseur van koning Boudewijn, koning Albert II en prins Filip (1992-1995), kabinetschef van Waals minister-president Robert Collignon (PS) (1995-1997), plaatsvervangend permanent vertegenwoordiger bij de Europese Unie (1997-2002) en speciaal adviseur van Waals minister-president Elio Di Rupo (PS) (1999-2000). In 2002 werd hij namens België, Luxemburg en Slovenië bestuurder van de Europese Bank voor Wederopbouw en Ontwikkeling in opvolging van Bernard Snoy. In 2017 werd Six ambassadeur in Luxemburg, een functie die hij bekleedde tot 2020.
Six was ondervoorzitter van de Koning Boudewijnstichting, lid van de regentraad van de Nationale Bank van België, bestuurder van het Fonds BELvue en de Stichting Bernheim en plaatsvervangend bestuurder van de Fondation Jaumotte-Demoulin. Hij doceerde tevens aan de Université libre de Bruxelles.